# 山地進
山地 進（やまじ すすむ、1925年5月12日 - 2005年5月27日）は、元・日本航空名誉顧問。東京都世田谷区出身。趣味・特技はゴルフ、社交ダンス。

## 家族
- 山地光子（妻）

## 経歴
旧制府立一中、旧制一高を経て東京帝国大学工学部造船工学科を卒業、更に同法学部第3類（政治コース）へと進む。1951年に卒業し、運輸省に入省。配属先は海運局海運調査部。1961年7月に齋藤運輸大臣秘書官（事務取扱）。1972年7月に総理府官房人事課長。1978年1月に鉄道監督局国有鉄道部長。1979年7月に鉄道監督局長。1981年1月から再び総理府に転じ、人事局長、総務副長官を経て、1984年7月1日に新設された総務事務次官に就任。1985年5月14日に辞任し日本航空に移籍し常勤顧問となるも同年8月、日航ジャンボ機墜落事故が発生し遺族補償問題に取り組んだ。同年12月に同社の代表取締役社長に就任。1987年には政府出資企業だった同社の完全民営化を実現させた。1990年6月に副会長。1991年6月に会長となる。1998年に相談役を経て、2004年に名誉顧問となる。
2005年5月27日午前9時、心不全の為東京都文京区の病院で死去。80歳没。